# Atletica leggera alla XXIX Universiade - 400 metri ostacoli femminili
I 400 metri ostacoli femminili alla XXIX Universiade si sono svolti dal 24 al 25 agosto 2017.

## Podio
| Oro     | Ayomide Folorunso Italia    |
| Argento | Joanna Linkiewicz Polonia   |
| Bronzo  | Olena Kolesnychenko Ucraina |

### 1º turno
Passano in finale le prime atlete di ogni batteria (Q) e le quattro atlete con i migliori tempi tra le escluse (q).
| Posizione | Batteria | Nome                             | Nazione       | Tempo   | Note                                     |
| --------- | -------- | -------------------------------- | ------------- | ------- | ---------------------------------------- |
| 1         | 4        | Olena Kolesnychenko              | Ucraina       | 57.14   | Q                                        |
| 2         | 1        | Aleksandra Gaworska              | Polonia       | 57.53   | Q                                        |
| 3         | 1        | Jessica Turner                   | Regno Unito   | 57.73   | q                                        |
| 4         | 2        | Joanna Linkiewicz                | Polonia       | 57.74   | Q                                        |
| 5         | 4        | Margo Van Puyvelde               | Belgio        | 57.81   | q                                        |
| 6         | 3        | Ayomide Folorunso                | Italia        | 58.07   | Q                                        |
| 7         | 2        | Daniela Rojas                    | Costa Rica    | 58.40   | q,                                       |
| 8         | 1        | Jonna Berghem                    | Finlandia     | 58.74   | q                                        |
| 9         | 2        | Kelsey Balkwill                  | Canada        | 58.75   |                                          |
| 10        | 2        | Elif Gören                       | Turchia       | 59.11   |                                          |
| 11        | 4        | Sanda Belgyan                    | Romania       | 59.50   | Miglior prestazione personale stagionale |
| 12        | 4        | Andreia Oliveira                 | Portogallo    | 59.67   |                                          |
| 13        | 2        | Daniela Ledecká                  | Slovacchia    | 59.69   |                                          |
| 14        | 3        | Deonca Bookman                   | Stati Uniti   | 59.84   |                                          |
| 14        | 4        | Elpida Toka                      | Grecia        | 59.84   |                                          |
| 16        | 3        | Marlen Aakre                     | Norvegia      | 1:00.44 |                                          |
| 17        | 1        | Emily Norum                      | Norvegia      | 1:00.74 |                                          |
| 18        | 1        | Lin Yu-chieh                     | Taipei Cinese | 1:01.63 |                                          |
| 19        | 4        | Diāna Daktere                    | Lettonia      | 1:01.97 |                                          |
| 20        | 3        | Gladys Ngure                     | Kenya         | 1:04.87 |                                          |
| 21        | 3        | Annemarie Nissen                 | Danimarca     | 1:05.39 |                                          |
| 22        | 2        | Harshani Godagedara Vidanalage   | Sri Lanka     | 1:10.68 |                                          |
|           | 3        | Dihia Haddar                     | Algeria       | DNF     |                                          |
|           | 1        | Vishwa Priya Ramamurthi Venugopa | India         | DQ      | R168.7a                                  |

### Finale
| Pos. | Corsia | Nome                | Nazionalità | Tempo | Note                                     |
| ---- | ------ | ------------------- | ----------- | ----- | ---------------------------------------- |
|      | 4      | Ayomide Folorunso   | Italia      | 55"63 |                                          |
|      | 3      | Joanna Linkiewicz   | Polonia     | 55"90 |                                          |
|      | 5      | Olena Kolesnychenko | Ucraina     | 56"14 | Miglior prestazione personale stagionale |
| 4    | 6      | Aleksandra Gaworska | Polonia     | 57"25 |                                          |
| 5    | 7      | Jessica Turner      | Regno Unito | 57"45 |                                          |
| 6    | 2      | Jonna Berghem       | Finlandia   | 57"90 | Miglior prestazione personale            |
| 7    | 8      | Margo Van Puyvelde  | Belgio      | 58"47 |                                          |
| 8    | 1      | Daniela Rojas       | Costa Rica  | 58"78 |                                          |